# Bacino di Farallon
Il bacino di Farallon è una depressione sottomarina situata sul fondale marino della regione meridionale del Golfo di California, nell'Oceano Pacifico, al largo della costa dello stato messicano di Sinaloa. Il bacino è il risultato dell'attività di uno dei molti centri di espansione del fondale oceanico presenti nel golfo.
Lungo l'asse del bacino è presente un asse di espansione del fondale, così che il fondo marino qui è costituito da crosta oceanica mentre ai lati del bacino è costituito da vecchia crosta continentale più sottile e fratturata. I centri di espansione presenti nel golfo, come quello appena citato, sono diversi dalle assi di espansione più famose come quelle presenti nella dorsale medio atlantica o nella dorsale del Pacifico orientale, poiché, mentre queste ultime creano delle vette batimetriche, i primi creano delle profonde valli di rift.
Il bacino è collegato alla faglia di Atl, a sud, e alla faglia di Farallon, a nord, due delle faglie trasformi della zona di rift del Golfo di California, ossia dell'estensione settentrionale della dorsale del Pacifico orientale.